# 근거리 무선 통신

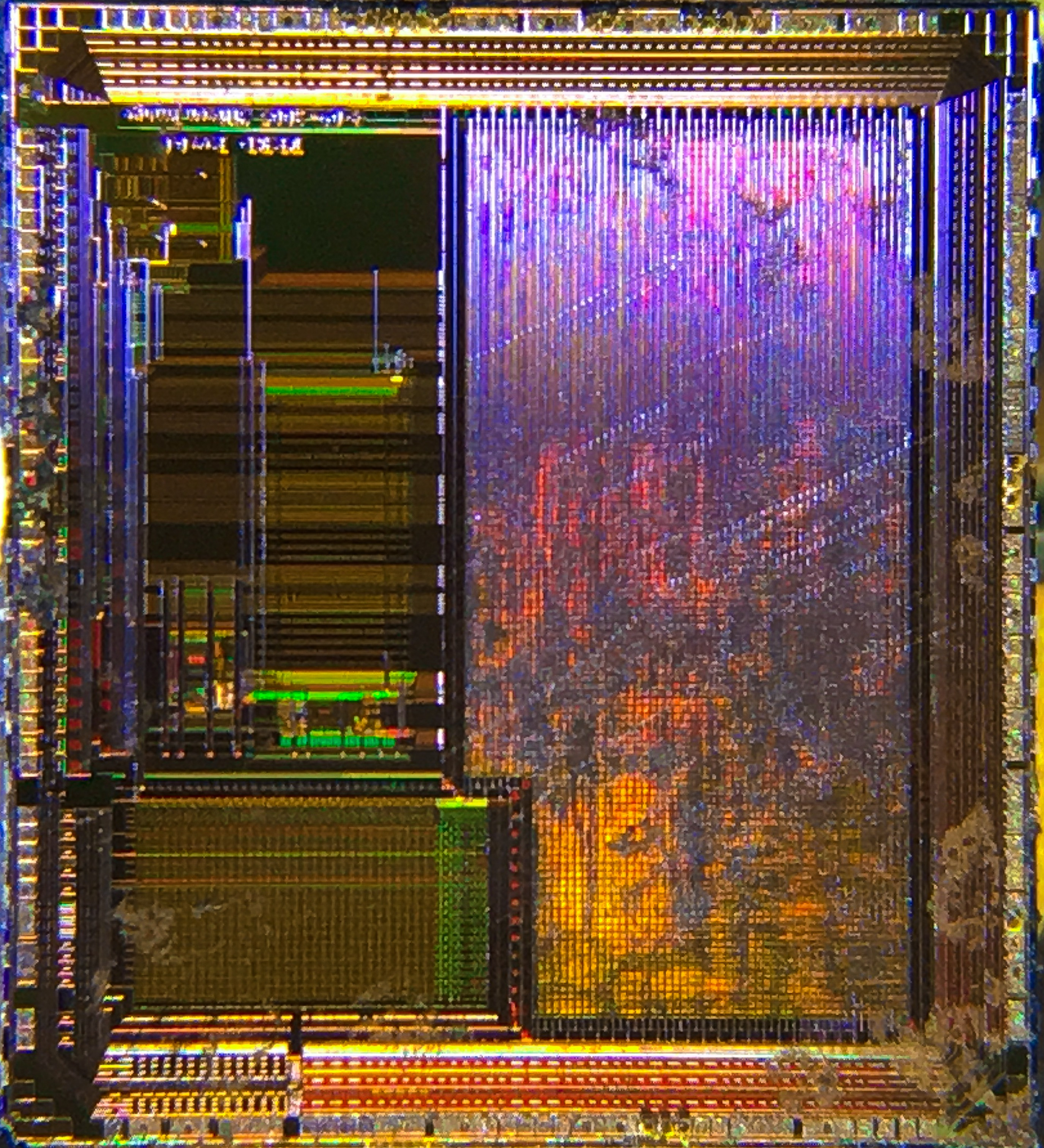
보안 트랜잭션을 위한 Secure Element 식별자(SEID)와 같은 데이터를 포함하는 NFC 칩인 Secure Element 칩. 이 칩은 스마트폰 및 기타 NFC 장치에서 흔히 볼 수 있다.

근거리 무선 통신(近距離無線通信, 영어: Near Field Communication, NFC)은 두 전자 장치 간의 통신을 4 cm (1 1⁄2 in) 이하의 거리에서 가능하게 하는 통신 프로토콜 집합이다. NFC는 유능한 무선 연결의 부트스트랩에 사용될 수 있는 간단한 설정을 통해 저속 연결을 제공한다. 다른 근접 카드 기술과 마찬가지로 NFC는 스마트폰과 같은 NFC 지원 장치에 있는 두 개의 전자기 코일 간의 유도 결합을 기반으로 한다. 양방향 또는 단방향으로 통신하는 NFC는 전 세계적으로 사용 가능한 비면허 무선주파수 ISM 대역에서 13.56 MHz의 주파수를 사용하며, 106~848 kbit/s의 데이터 전송률로 ISO/IEC 18000-3 에어 인터페이스 표준을 준수한다.
NFC 포럼은 기술 정의 및 홍보를 도왔고, 장치 준수 인증을 위한 표준을 설정했다. 신용 카드와 같이 암호화 알고리즘을 적용하여 보안 통신이 가능하며, 개인 통신망으로 간주되는 기준에 부합하는 경우에도 사용할 수 있다.

## NFC 표준
NFC 표준은 통신 프로토콜과 데이터 교환 형식을 다루며, ISO/IEC 14443 및 FeliCa를 포함한 기존 RFID 표준을 기반으로 한다. 이 표준에는 ISO/IEC 18092와 NFC 포럼에서 정의한 표준이 포함된다. NFC 포럼 외에도 GSMA 그룹은 휴대폰 내에서 GSMA NFC 표준을 배포하기 위한 플랫폼을 정의했다. GSMA의 노력에는 Trusted Services Manager, 단일 와이어 프로토콜, 테스트/인증 및 보안 요소가 포함된다. NFC 지원 휴대용 장치에는 응용 소프트웨어가 제공될 수 있으며, 예를 들어 전자 태그를 읽거나 NFC 호환 시스템에 연결될 때 결제를 할 수 있다. 이러한 기능은 NFC 프로토콜에 따라 표준화되어 초기 시스템에서 사용되던 독점 기술을 대체한다.
NFC에 대한 특허 라이선스 프로그램은 2011년에 설립된 특허 펀드인 프랑스 브레베(France Brevets)에 의해 배포되고 있다. 이 프로그램은 돌비 연구소(Dolby Laboratories)의 독립 자회사인 비아 라이선싱 코퍼레이션(Via Licensing Corporation)에서 개발 중이었으나 2012년 5월에 중단되었다. 플랫폼 독립적인 자유-오픈 소스 NFC 라이브러리인 libnfc는 GNU 약소 일반 공중 사용 허가서로 제공된다.
현재 및 예상되는 응용 분야에는 비접촉 거래, 데이터 교환, Wi-Fi와 같은 보다 복잡한 통신의 간편한 설정이 포함된다. 또한, 연결된 장치 중 하나가 인터넷에 연결되어 있으면 다른 장치는 온라인 서비스와 데이터를 교환할 수 있다.

### NFC 무선 충전(WLC)
근거리 무선 통신(NFC) 기술은 데이터 전송을 지원할 뿐만 아니라 무선 충전도 가능하게 하여 특히 소형 휴대용 장치에 유용한 이중 기능을 제공한다. NFC 포럼은 NFC 무선 충전(WLC)으로 알려진 특정 무선 충전 사양을 개발했는데, 이 사양은 최대 2 cm (3⁄4 in) 거리에서 최대 1W의 전력으로 장치를 충전할 수 있도록 한다. 이 기능은 이어버드, 웨어러블, 기타 소형 사물 인터넷(IoT) 기기와 같은 소형 장치에 특히 적합하다.
무선 전력 컨소시엄의 더 잘 알려진 Qi 무선 충전 표준은 최대 4 cm (1 5⁄8 in) 거리에서 최대 15W의 전력을 제공하는 반면, NFC WLC는 더 낮은 전력 출력을 제공하지만 훨씬 작은 안테나 크기(최소 3 × 3 mm)의 이점이 있다. 이로 인해 NFC WLC는 공간이 제한되고 고전력 충전이 덜 중요한 장치에 이상적인 솔루션이 된다.
NFC 포럼은 또한 TR13.1(Test Release 13.1)로 명명된 인증 프로그램을 운영하여 제품이 WLC 2.0 사양을 준수하도록 보장한다. 이 인증은 NFC 구현 전반에 걸쳐 신뢰와 일관성을 확립하고, 제조업체의 위험을 최소화하며, NFC 지원 무선 충전 장치의 신뢰성과 기능에 대한 소비자 보장을 제공하는 것을 목표로 한다.

## 역사
NFC는 무선 주파수 식별 기술(RFID)에 뿌리를 두고 있으며, 호환되는 하드웨어가 무선 주파수를 사용하여 전원이 없는 수동 전자 태그에 전력을 공급하고 통신할 수 있도록 한다. 이는 식별, 인증 및 자산 추적에 사용된다. 광고 및 산업 응용 분야의 유사한 아이디어는 QR 코드, 바코드 및 극초단파 RFID 태그와 같은 기술에 의해 능가되어 일반적으로 상업적으로 성공하지 못했다.
- 1983년 5월 17일: "RFID" 약어와 관련된 첫 번째 특허가 찰스 월턴에게 부여되었다.[19]
- 1997년: 초기 형태는 특허를 받았고 해즈브로의 스타워즈 캐릭터 장난감에 처음 사용되었다. 이 특허는 원래 이노비전 리서치 앤 테크놀로지(Innovision Research and Technology)의 앤드루 화이트(Andrew White)와 마크 보렛(Marc Borrett)이 소유했다. 이 장치는 가까운 두 장치 간의 데이터 통신을 허용했다.[20]
- 2002년 3월 25일: 필립스와 소니는 기술 사양을 수립하고 기술 개요를 작성하기로 합의했다.[21] 필립스 세미컨덕터는 오스트리아 및 프랑스 엔지니어인 프란츠 암트만(Franz Amtmann)과 필립 마우가르(Philippe Maugars)가 2015년에 유럽 발명가 상을 받은 NFC의 6가지 기본 특허를 출원했다.[22]
- 2003년 12월 8일: NFC는 ISO/IEC 표준으로 승인되었고 나중에 ECMA 인터내셔널 표준으로 승인되었다.
- 2004년: 노키아, 필립스, 소니는 NFC 포럼을 설립했다.[23]
- 2004년: 노키아는 노키아 5140 및 이후 노키아 3220 모델용 NFC 쉘 애드온을 출시했으며, 2005년에 출시될 예정이다.[24][25]
- 2005년: 하나우에서 5월 (노키아)에 교통수단에 모바일폰 실험이 있었고, 10월에는 니스 (프랑스)에서 오렌지와 함께 승차권 확인이, 10월에는 캉에서 삼성과 함께 상점에서 결제가 이루어졌으며, "플라이 태그" 정보의 첫 수신이 있었다.[26][27][28]
- 2006년: NFC 태그의 초기 사양[29]
- 2006년: "스마트포스터" 기록 사양[30]
- 2007년: 이노비전의 NFC 태그가 노키아 6131 핸드셋에서 영국 최초의 소비자 테스트에 사용되었다.[31]
- 2008년: AirTag는 최초의 NFC SDK라고 불리는 것을 출시했다.[32]
- 2009년: 1월에 NFC 포럼은 연락처, URL, 블루투스 시작 등을 전송하기 위한 피어 투 피어 표준을 발표했다.[33]
- 2009년: NFC는 2009년 1월 19일 차이나 유니콤과 위청 교통 카드에 의해 충칭시의 전차와 버스에서 교통수단에 처음 사용되었고,[34] 이후 2010년 12월 31일 베이징시의 중국연합통신에 의해 지하철 네트워크에 처음 구현되었다.[35]
- 2010년: 이노비전은 저가형 대량 시장 휴대폰 및 기타 장치를 위한 디자인 및 특허 모음을 발표했다.[36]
- 2010년: 노키아 C7: 최초의 NFC 지원 스마트폰 출시.[37] NFC 기능은 2011년 초에 소프트웨어 업데이트로 활성화되었다.[38]
- 2010년: 삼성 넥서스 S: 최초의 안드로이드 NFC 폰 공개[39][40]
- 2010년 5월 21일: 프랑스 니스는 "시티지(Cityzi)"를 통해 "비접촉 모바일의 도시 니스" 프로젝트를 시작했으며, 이는 유럽에서 처음으로 주민들에게 NFC 은행 카드와 모바일폰(삼성 플레이어 원 S5230 등)을 제공하고, 교통(전차 및 버스), 관광 및 학생 서비스를 포괄하는 "서비스 번들"을 제공한다.[41][42][43]
- 2011년: 구글 I/O "How to NFC"에서 NFC를 사용하여 게임을 시작하고 연락처, URL, 앱 또는 비디오를 공유하는 것을 시연했다.[44]
- 2011년: 심비안 아나(Symbian Anna) 버전 출시와 함께 NFC 지원이 심비안 모바일 운영체제의 일부가 되었다.[45]
- 2011년: Research In Motion 장치는 마스터카드 월드와이드의 페이패스 서비스 인증을 받은 최초의 장치이다.[46]
- 2012년: 영국 레스토랑 체인 EAT.와 Everything Everywhere (Orange 모바일 네트워크 사업자)는 영국 최초의 전국 NFC 지원 스마트 포스터 캠페인에서 협력했다. NFC 지원 휴대폰이 스마트 포스터와 접촉하면 전용 모바일폰 앱이 실행된다.[47]
- 2012년: 소니는 근거리에서 소니 스마트폰의 모드와 프로필을 변경하기 위한 NFC "스마트 태그"를 도입했으며, 같은 해 출시된 소니 엑스페리아 P 스마트폰에 포함되었다.[48]
- 2013년: 삼성과 비자는 모바일 결제 개발을 위한 파트너십을 발표했다.
- 2013년: IBM 과학자들은 사기 및 보안 위반을 막기 위해 NFC 기반 모바일 인증 보안 기술을 개발했다. 이 기술은 2단계 인증 보안과 유사한 원리로 작동한다.[49]
- 2014년 10월: Dinube는 외부 케이스나 NFC '스티커' 없이 모바일 장치에서 NFC 비접촉 결제를 기본적으로 도입한 최초의 비카드 결제 네트워크가 되었다.[50][51] 자체 애플리케이션 식별자(AID)가 있는 호스트 카드 에뮬레이션을 기반으로 한[52] 비접촉 결제는 안드로이드 킷캣 이상에서 사용 가능했으며 2015년 6월에 상업적으로 출시되었다.[53]
- 2014년: AT&T, 버라이즌, T-모바일은 소프트카드(이전의 ISIS 모바일 월렛)를 출시했다. 이는 NFC 지원 안드로이드 폰과 외부 NFC 케이스가 부착된 아이폰 4 및 아이폰 5에서 실행된다. 이 기술은 구글에 의해 인수되었고 서비스는 2015년 3월 31일에 종료되었다.
- 2015년 9월: 구글의 안드로이드 페이 기능이 출시되었고, 애플 페이의 직접적인 경쟁자가 되었으며, 미국 전역에 출시되기 시작했다.[54]
- 2015년 11월: 스와치와 비자는 "스와치 벨라미(Swatch Bellamy)" 손목시계를 이용한 NFC 금융 거래를 가능하게 하는 파트너십을 발표했다. 이 시스템은 현재 차이나 유니온페이 및 교통은행과의 파트너십을 통해 아시아에서 온라인으로 운영되고 있다. 이 파트너십은 이 기술을 미국, 브라질, 스위스에 도입할 것이다.[55]

초광대역 (UWB)은 데이터 전송 거리가 더 멀어지고 블루투스 및 무선 기술이 발전함에 따라 NFC 기술의 미래 대안으로 환영받는 또 다른 무선 기술이다.

## 설계
NFC는 일반적으로 10 cm (3 7⁄8 in) 이하의 분리를 필요로 하는 짧은 범위의 무선 기술 집합이다. NFC는 ISO/IEC 18000-3 에어 인터페이스에서 13.56 MHz로 작동하며 106 kbit/s에서 424 kbit/s 범위의 속도를 제공한다. NFC는 항상 시작자와 대상 장치를 포함하며, 시작자 장치는 수동 대상 장치에 전력을 공급할 수 있는 RF 필드를 능동적으로 생성한다. 이를 통해 NFC 대상 장치는 전원이 없는 태그, 스티커, 키 체인 또는 카드와 같은 매우 간단한 형태를 취할 수 있다. 두 장치 모두 전원이 공급되는 경우 NFC 피어 투 피어 통신이 가능하다.
NFC 태그는 데이터를 포함하며 일반적으로 읽기 전용이지만 쓰기 가능할 수도 있다. 제조업체에서 사용자 지정으로 인코딩하거나 NFC 포럼 사양을 사용할 수 있다. 태그는 직불 및 신용카드 정보, 로열티 프로그램 데이터, PIN 및 네트워킹 연락처와 같은 개인 데이터를 안전하게 저장할 수 있다. NFC 포럼은 구성 가능성, 메모리, 보안, 데이터 보존 및 쓰기 내구성과 관련하여 다양한 통신 속도 및 기능을 제공하는 다섯 가지 유형의 태그를 정의한다.
근접 카드 기술과 마찬가지로 NFC는 두 개의 가까운 루프 안테나 사이의 유도 결합을 사용하여 효과적으로 에어 코어 변압기를 형성한다. 관련 거리가 해당 주파수(약 22미터)의 전자기 복사(전파) 파장에 비해 매우 작기 때문에 이 상호 작용은 근거리장으로 설명된다. 교류 자기장이 주요 결합 요소이며 전파(진동하는 전기장도 포함하는 전자기파) 형태의 전력은 거의 방출되지 않아 이러한 장치와 동일 주파수 또는 다른 NFC 장치 간의 의도된 범위를 훨씬 넘어서는 무선 통신 간의 간섭을 최소화한다. NFC는 전 세계적으로 사용 가능하고 비면허 무선 주파수 ISM 밴드인 13.56 MHz 내에서 작동한다. 대부분의 RF 에너지는 해당 대역에 할당된 ±7 kHz 대역폭에 집중되지만, 고속 데이터 전송률을 지원하기 위해 방출의 스펙트럼 폭은 1.8 MHz에 달할 수 있다.
소형 표준 안테나 및 현실적인 전력 수준에서의 작동 거리는 약 20 cm (7 7⁄8 in)(하지만 실제적으로는 작동 거리가 10 cm or 3 7⁄8 in를 초과하지 않습니다). 근처의 금속 표면에 의해 와전류로 인해 픽업 안테나가 소멸될 수 있으므로 태그는 이러한 표면으로부터 최소한의 분리 거리가 필요할 수 있다.
ISO/IEC 18092 표준은 106, 212 또는 424 kbit/s의 데이터 전송 속도를 지원한다.
통신은 활성 "시작자" 장치와 대상 장치 사이에서 이루어지며, 대상 장치는 다음 중 하나일 수 있다.
수동시작자 장치가 반송파 필드를 제공하고, 트랜스폰더 역할을 하는 대상 장치가 입사 필드를 변조하여 통신한다. 이 모드에서는 대상 장치가 시작자 제공 자기장으로부터 작동 전력을 끌어올 수 있다.
능동시작자 및 대상 장치 모두 자체 필드를 번갈아 생성하여 통신한다. 한 장치는 다른 장치로부터 데이터를 수신하기 위해 전송을 중단한다. 이 모드에서는 두 장치 모두 전원 공급 장치가 필요하다.
| 속도 (kbit/s) | 활성 장치             | 수동 장치         |
| ------------- | --------------------- | ----------------- |
| 424           | 맨체스터, 10% ASK     | 맨체스터, 10% ASK |
| 212           | 맨체스터, 10% ASK     | 맨체스터, 10% ASK |
| 106           | 수정된 밀러, 100% ASK | 맨체스터, 10% ASK |

NFC는 데이터를 전송하기 위해 두 가지 다른 코딩을 사용한다. 활성 장치가 106 kbit/s로 데이터를 전송하는 경우, 100% 변조가 적용된 수정된 밀러 코딩이 사용된다. 다른 모든 경우에는 10%의 변조 비율로 맨체스터 코딩이 사용된다.
모든 활성 NFC 장치는 세 가지 모드 중 하나 이상에서 작동할 수 있다.
NFC 카드 에뮬레이션스마트폰과 같은 NFC 지원 장치가 스마트 카드처럼 작동하여 사용자가 결제 또는 티켓팅과 같은 거래를 수행할 수 있도록 한다. 호스트 카드 에뮬레이션 참조.
NFC 리더/라이터NFC 지원 장치가 레이블이나 스마트 포스터에 내장된 저렴한 NFC 태그에 저장된 정보를 읽을 수 있도록 한다.
NFC 피어 투 피어두 NFC 지원 장치가 서로 애드혹 망 방식으로 정보를 교환할 수 있도록 한다.
NFC 태그는 수동 데이터 저장소이며, NFC 장치에 의해 읽을 수 있고, 특정 상황에서는 쓸 수도 있다. 일반적으로 데이터를 포함하며(2015년 기준 96~8,192바이트) 일반적으로 읽기 전용이지만 다시 쓸 수 있는 경우도 있다. 응용 분야에는 보안 개인 데이터 저장(예: 직불 카드 또는 신용카드 정보, 로열티 프로그램 데이터, 개인 식별 번호, 연락처)이 포함된다. NFC 태그는 제조업체에서 사용자 지정으로 인코딩하거나 산업 사양을 사용할 수 있다.

## 보안
NFC의 범위가 몇 센티미터로 제한되지만, 표준 NFC는 감청으로부터 보호되지 않으며 데이터 변조에 취약할 수 있다. 애플리케이션은 보안 채널을 설정하기 위해 상위 계층 암호화 프로토콜을 사용할 수 있다.
무선 데이터 전송을 위한 RF 신호는 안테나로 수신할 수 있다. 공격자가 RF 신호를 감청할 수 있는 거리는 여러 매개변수에 따라 다르지만 일반적으로 10미터 미만이다. 또한 감청은 통신 모드에 따라 크게 달라진다. 자체 RF 필드를 생성하지 않는 수동 장치는 활성 장치보다 감청하기 훨씬 더 어렵다. 공격자는 일반적으로 활성 장치로부터 10 m 이내, 수동 장치로부터 1 m 이내에서 감청할 수 있다.
NFC 장치는 일반적으로 ISO/IEC 14443 프로토콜을 포함하므로 릴레이 공격이 가능하다. 이 공격에서 공격자는 리더의 요청을 피해자에게 전달하고 피해자의 응답을 리더에게 실시간으로 중계하여 피해자의 스마트 카드 소유자인 척한다. 이는 중간자 공격과 유사하다. libnfc 코드 예제 중 하나는 두 개의 상업용 NFC 장치를 사용하여 릴레이 공격을 시연한다. 이 공격은 NFC 지원 휴대폰 두 대만 사용하여 구현할 수 있다.

## 표준

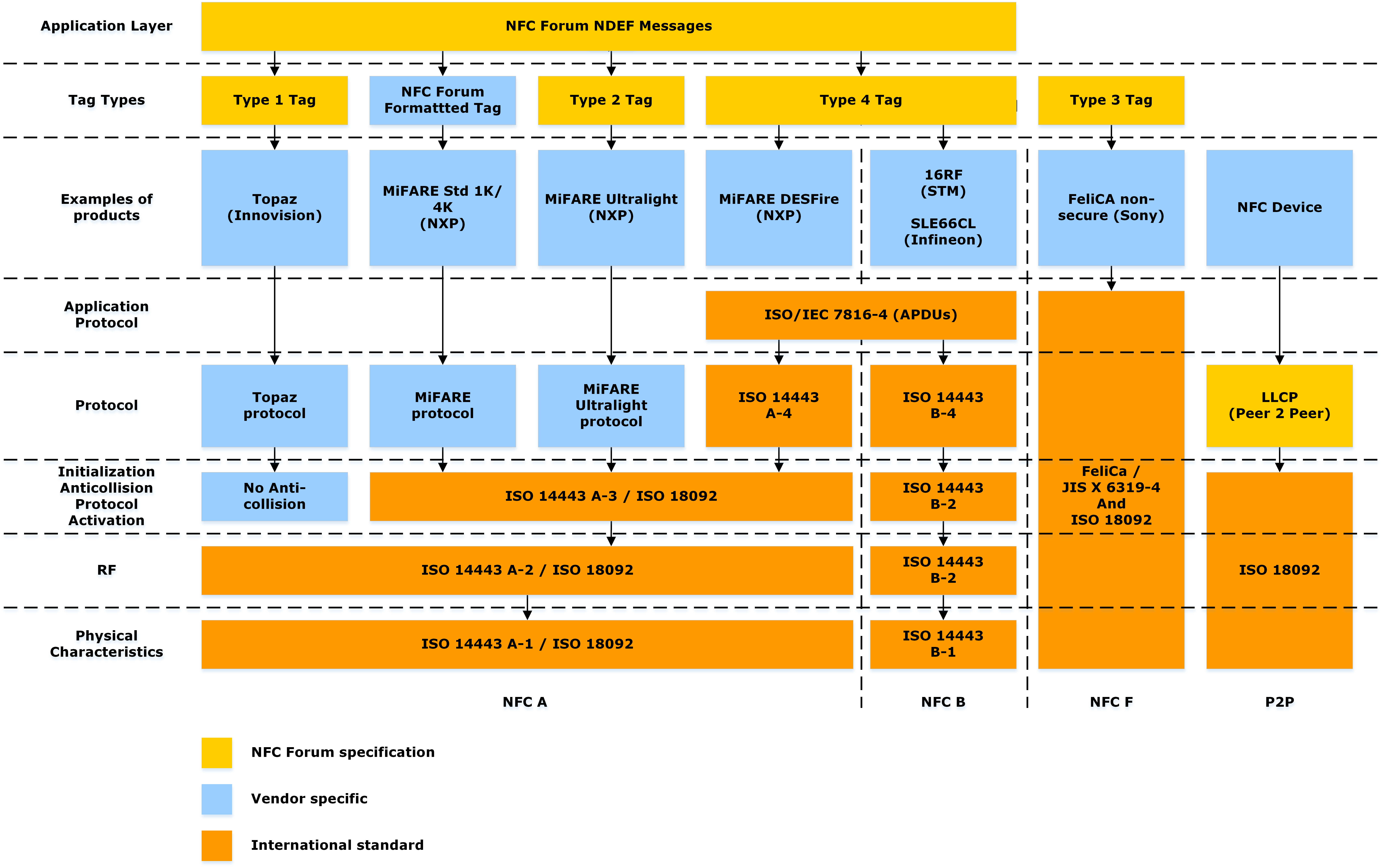
NFC 프로토콜 스택 개요

NFC 표준은 통신 프로토콜과 데이터 교환 형식을 다루며, ISO/IEC 14443 및 FeliCa를 포함한 기존 RFID 표준을 기반으로 한다. 이 표준에는 ISO/IEC 18092와 NFC 포럼에서 정의한 표준이 포함된다.

### ISO/IEC
NFC는 ECMA-340 및 ISO/IEC 18092에 표준화되어 있다. 이 표준은 NFC 장치의 RF 인터페이스 변조 방식, 코딩, 전송 속도 및 프레임 형식뿐만 아니라 수동 및 능동 NFC 모드 모두에서 데이터 충돌 제어를 위한 초기화 방식 및 조건을 지정한다. 또한 프로토콜 활성화 및 데이터 교환 방법을 포함한 전송 프로토콜을 정의한다. NFC의 에어 인터페이스는 다음과 같이 표준화되어 있다.
- ISO/IEC 18092 / ECMA-340—근거리 무선 통신 인터페이스 및 프로토콜-1 (NFCIP-1)[67]
- ISO/IEC 21481 / ECMA-352—근거리 무선 통신 인터페이스 및 프로토콜-2 (NFCIP-2)[68]

NFC는 ISO/IEC 14443 유형 A 및 유형 B, 그리고 FeliCa(간단히 F 또는 NFC-F라고도 함)를 포함한 다양한 기존 표준을 통합한다. NFC 지원 휴대폰은 기존 리더와 기본 수준에서 작동한다. "카드 에뮬레이션 모드"에서 NFC 장치는 최소한 고유 ID 번호를 리더에게 전송해야 한다. 또한 NFC 포럼은 MIME 형식의 모든 객체에서 초단 RTD 문서, 예를 들어 URL까지 다양한 항목을 저장하고 전송할 수 있는 NFC 데이터 교환 형식(NDEF)이라는 공통 데이터 형식을 정의했다. NFC 포럼은 두 NFC 장치 간에 메시지를 주고받을 수 있는 Simple NDEF Exchange Protocol (SNEP)을 사양에 추가했다.

### GSMA
GSM Association (GSMA)는 219개국에서 거의 800개의 이동통신 사업자와 200개 이상의 제품 및 서비스 회사를 대표하는 무역 협회이다. 많은 회원사들이 NFC 시범 운영을 주도했으며 상업적 출시를 위한 서비스를 준비하고 있다.
GSM은 여러 이니셔티브에 참여하고 있다.
- 표준: GSMA는 NFC 서비스의 글로벌 상호 운용성을 보장하기 위해 인증 및 테스트 표준을 개발하고 있다.[71]
- Pay-Buy-Mobile 이니셔티브: NFC 기술을 사용하여 모바일 장치를 결제 및 비접촉 시스템과 연결하는 공통 글로벌 접근 방식을 정의하는 것을 목표로 한다.[72][73]
- 2010년 11월 17일, 2년간의 논의 끝에 AT&T, 버라이즌, T-모바일은 휴대폰에서 NFC를 사용하여 POS 결제를 할 수 있는 플랫폼을 개발하기 위한 합작투자를 시작했다. 처음에는 이시스 모바일 월렛(Isis Mobile Wallet)으로 알려졌다가 나중에 소프트카드로 변경된 이 벤처는 NFC 기술의 광범위한 배포를 촉진하여 고객의 NFC 지원 휴대폰이 미국 전역에서 신용 카드와 유사하게 작동하도록 설계되었다. IP 구매 계약이 구글과 체결된 후, 소프트카드 결제 시스템은 2015년 3월에 종료되었고, 이전 경쟁자인 구글 월렛을 지지했다.[74]

### StoLPaN
StoLPaN (Store Logistics and Payment with NFC)은 유럽 연합 집행위원회의 정보사회기술 프로그램이 지원하는 범유럽 컨소시엄이다. StoLPaN은 NFC 지역 무선 모바일 통신의 잠재력을 조사할 것이다.

### NFC 포럼

NFC 포럼 로고

NFC 포럼은 2004년 3월 18일 NXP 반도체, 소니, 노키아가 소비자 가전, 모바일 장치 및 PC에서 NFC 무선 상호 작용의 사용을 촉진하기 위해 설립한 비영리 산업 협회이다. 그 사양에는 유연성, 메모리, 보안, 데이터 보존 및 쓰기 내구성을 다루는 다양한 통신 속도 및 기능을 제공하는 5가지 고유한 태그 유형이 포함된다. NFC 포럼은 장치와 서비스 간의 상호 운용성을 보장하기 위해 NFC 기술의 구현 및 표준화를 촉진한다. 2020년 1월 현재 NFC 포럼에는 120개 이상의 회원사가 있다.
NFC 포럼은 NFC를 홍보하고 장치 규정 준수 및 개인 통신망에 적합한지 여부를 인증한다.

### 기타 표준화 기관
GSMA는 휴대폰 내에서 GSMA NFC 표준을 배포하기 위한 플랫폼을 정의했다. GSMA의 노력에는 단일 와이어 프로토콜, 테스트 및 인증, 보안 요소가 포함된다. 휴대폰에 NFC 프로토콜(NFC 포럼이 관할)을 배포하는 GSMA 표준은 독점적이지 않으며 보편적으로 받아들여지지 않는다. 예를 들어, 안드로이드 킷캣에 호스트 카드 에뮬레이션을 배포한 구글은 범용 무선 제어를 위한 소프트웨어 제어를 제공한다. 이 HCE 배포에서 NFC 프로토콜은 GSMA 표준 없이 활용된다.
NFC에 관련된 다른 표준화 기관은 다음과 같다.
- ETSI/SCP(Smart Card Platform): SIM 카드와 NFC 칩셋 간의 인터페이스를 지정.
- EMVCo: EMV 결제 애플리케이션에 미치는 영향.

## 응용 분야

NFC 지원 장치용 N-마크 로고

NFC는 단방향 및 양방향 통신을 가능하게 하여 다양한 응용 분야에 적합하다.
NFC 장치는 전자 신분증 및 키카드 역할을 할 수 있다. 이들은 비접촉 결제 시스템에 사용되며 모바일 결제를 통해 신용 카드 및 전자 티켓 스마트 카드와 같은 시스템을 대체하거나 보완한다. 이들은 때때로 NFC/CTLS 또는 CTLS NFC라고 불리며, 비접촉식은 CTLS로 약칭된다. NFC는 연락처와 같은 작은 파일을 공유하고 사진, 비디오 및 기타 파일과 같은 더 큰 미디어를 공유하기 위한 빠른 연결을 부트스트랩하는 데 사용될 수 있다.

### 상거래
NFC 장치는 신용카드 및 전자 티켓 스마트 카드에 사용되는 시스템과 유사한 비접촉 결제 시스템에 사용될 수 있으며, 이러한 시스템을 대체/보완하기 위해 모바일 결제를 허용한다.
안드로이드 4.4에서 구글은 호스트 카드 에뮬레이션(HCE)을 통해 보안 NFC 기반 거래에 대한 플랫폼 지원을 도입했다. 이는 결제, 로열티 프로그램, 카드 액세스, 대중교통 패스 및 기타 맞춤형 서비스에 사용된다. HCE는 모든 안드로이드 4.4 앱이 NFC 스마트 카드를 에뮬레이트하여 사용자가 자신의 장치로 거래를 시작할 수 있도록 한다. 앱은 새로운 리더 모드를 사용하여 HCE 카드 및 기타 NFC 기반 거래의 리더 역할을 할 수 있다.
2014년 9월 9일, 애플은 애플 페이의 일부로 NFC 기반 거래 지원을 발표했다. iOS 11의 도입으로 애플 장치는 타사 개발자가 NFC 태그에서 데이터를 읽을 수 있도록 허용한다.
2022년 현재 영국에서 사용할 수 있는 주요 NFC 앱은 Apple Pay, Google Pay, Samsung Pay, Barclays Contactless Mobile, Fitbit Pay의 5가지이다. UK Finance의 2021년 영국 결제 시장 요약 보고서는 Apple Pay, Google Pay, Samsung Pay를 조사했으며, 1,730만 명의 영국 성인이 모바일 결제에 등록했으며(전년 대비 75% 증가), 이들 중 84%가 모바일 결제를 한 것으로 나타났다.

### 다른 연결 부트스트래핑
NFC는 간단한 설정으로 저속 연결을 제공하여 더 유능한 무선 연결을 부트스트랩하는 데 사용할 수 있다. 예를 들어, 안드로이드 빔 소프트웨어는 NFC를 사용하여 파일 전송 시 블루투스 연결을 페어링하고 설정한 다음 완료 시 두 장치 모두에서 블루투스를 비활성화한다. 노키아, 삼성, 블랙베리, 소니는 NFC 기술을 사용하여 블루투스 헤드셋, 미디어 플레이어 및 스피커를 한 번의 탭으로 페어링했다. 동일한 원리가 Wi-Fi 네트워크 구성에 적용될 수 있다. 삼성 갤럭시 장치에는 NFC(MAC 주소 및 IP 주소를 공유하기 위함)를 사용하고 Wi-Fi Direct를 사용하여 파일 및 문서를 공유하는 안드로이드 빔의 확장 기능인 S-빔(S-Beam)이라는 기능이 있다. 블루투스보다 Wi-Fi Direct를 사용하는 장점은 300 Mbit/s까지 훨씬 빠른 데이터 전송이 가능하다는 것이다.

### 소셜 네트워킹
NFC는 소셜 네트워킹에 사용될 수 있으며, 연락처, 문자 메시지 및 포럼, 사진, 비디오 또는 파일 링크를 공유하고 멀티플레이어 모바일 게임에 참여하는 데 사용된다.

### 신원 및 접근 토큰
NFC 지원 장치는 여권 및 신분증에 있는 전자 신분증과 키카드 역할을 할 수 있으며, 교통 패스, 스마트카드, 자동차 키 및 출입증과 같은 용도로 사용된다. NFC의 짧은 범위와 암호화 지원은 덜 사적인 RFID 시스템보다 더 적합하게 만든다.

### 스마트폰 자동화 및 NFC 태그
NFC가 장착된 스마트폰은 NFC 앱으로 프로그래밍할 수 있는 NFC 태그 또는 스티커와 페어링할 수 있다. 이러한 프로그램은 전화 설정 변경, 문자 메시지 전송, 앱 실행 또는 명령 실행을 허용할 수 있다.
이러한 앱은 회사나 제조업체에 의존하지 않으며, NFC가 장착된 스마트폰과 NFC 태그만 있으면 즉시 사용할 수 있다.
NFC 포럼은 NFC 태그의 무결성과 진정성을 추가하기 위해 2015년에 시그니처 레코드 유형 정의(RTD) 2.0을 발표했다. 이 사양은 NFC 장치가 태그 데이터를 확인하고 태그 작성자를 식별할 수 있도록 한다.

### 게임
NFC는 스카이랜더스: 스파이로의 모험을 시작으로 비디오 게임에 사용되었다. 이들은 각 피규어에 개인 데이터가 포함된 맞춤형 피규어이므로 두 피규어가 완전히 동일하지는 않는다. 닌텐도의 Wii U 게임패드는 NFC 기술을 기본으로 포함한 최초의 콘솔 시스템이다. 이후 닌텐도 3DS 시리즈(신형 닌텐도 3DS/XL에 내장되어 있고, 구형 3DS 계열 콘솔과 적외선으로 통신하는 별매 리더기에 내장) 및 닌텐도 스위치 시리즈(오른쪽 조이콘 컨트롤러 및 닌텐도 스위치 라이트에 직접 내장)에 포함되었다. 아미보 액세서리 시리즈는 NFC 기술을 활용하여 기능을 잠금 해제한다.

### 스포츠
아디다스 텔스타 18은 내부에 NFC 칩이 내장된 축구공이다. 이 칩은 사용자가 스마트폰을 사용하여 공과 상호 작용할 수 있도록 한다.

## 블루투스와 비교
| 측면             | NFC               | 블루투스                          | 블루투스 저에너지                 |
| ---------------- | ----------------- | --------------------------------- | --------------------------------- |
| 태그에 전력 필요 | 아니요            | 예                                | 예                                |
| 태그 비용        | US$0.10           | US$5.00                           | US$5.00                           |
| RFID 호환        | ISO/IEC 18000-3   | 활성                              | 활성                              |
| 표준화 기관      | ISO/IEC           | 블루투스 SIG                      | 블루투스 SIG                      |
| 네트워크 표준    | ISO/IEC 13157 등  | 이전 IEEE 802.15.1; 현재 SIG 사양 | 이전 IEEE 802.15.1; 현재 SIG 사양 |
| 토폴로지         | 점대점            | 무선 개인 통신망 (WPAN)           | 무선 개인 통신망 (WPAN)           |
| 암호화           | RFID 없음         | 사용 가능                         | 사용 가능                         |
| 범위             | < 20 cm (7 ⁄8 in) | ≈100 m (클래스 1)                 | ≈50 m                             |
| 주파수           | 13.56 MHz         | 2.4–2.5 GHz                       | 2.4–2.5 GHz                       |
| 비트 전송률      | 424 kbit/s        | 2.1 Mbit/s                        | 1 Mbit/s                          |
| 설정 시간        | < 0.1 s           | < 6 s                             | < 0.006 s                         |
| 전류 소비        | < 15 mA (읽기)    | 클래스에 따라 다름                | < 15 mA (읽기 및 전송)            |

NFC와 블루투스는 모두 휴대폰에서 사용할 수 있는 비교적 단거리 통신 기술이다. NFC는 블루투스보다 속도가 느리고 범위가 훨씬 짧지만, 전력 소비가 훨씬 적고 페어링이 필요하지 않는다.
NFC는 표준 블루투스보다 빠르게 설정되지만, 블루투스 저에너지보다 전송 속도가 낮다. NFC는 장치를 식별하기 위한 수동 구성을 수행하는 대신, 두 NFC 장치 간의 연결이 0.1초 이내에 자동으로 설정된다. NFC의 최대 데이터 전송 속도(424 kbit/s)는 블루투스 V2.1(2.1 Mbit/s)보다 느린다.
NFC의 최대 작동 거리가 20 cm (7 7⁄8 in) 미만이라는 점은 원치 않는 도청 가능성을 줄여, 신호를 전송하는 물리적 장치(및 사용자와 연장선상에서)와 연결하는 것을 복잡하게 만드는 혼잡한 지역에 특히 적합하다.
NFC는 기존 수동 RFID(13.56 MHz ISO/IEC 18000-3) 인프라와 호환된다. 블루투스 V4.0 저에너지 프로토콜과 유사하게 비교적 낮은 전력이 필요하다. 그러나 NFC가 전원이 없는 장치(예: 꺼져 있을 수 있는 휴대폰, 비접촉식 스마트 신용카드, 스마트 포스터)와 함께 작동하는 경우, 수동 태그를 활성화하는 데 추가 전력이 필요하므로 NFC의 전력 소비는 블루투스 V4.0 저에너지보다 큰다.

## 장치
2011년에 핸드셋 공급업체는 안드로이드 모바일 운영체제를 탑재한 40개 이상의 NFC 지원 핸드셋을 출시했다. 블랙베리 장치는 BlackBerry OS 7.0 이상을 실행하는 장치에서 BlackBerry 태그를 사용하여 NFC를 지원한다.
마스터카드는 안드로이드 및 블랙베리 플랫폼용 페이패스 지원을 추가하여 페이패스 사용자가 안드로이드 또는 블랙베리 스마트폰으로 결제할 수 있도록 했다. 삼성과 비자 간의 파트너십으로 갤럭시 S4 스마트폰에 '페이웨이브' 애플리케이션이 추가되었다.
2012년에 마이크로소프트는 윈도우 폰 8과 윈도우 8 운영 체제를 통해 모바일 OS에 네이티브 NFC 기능을 추가했다. 마이크로소프트는 NFC 결제를 위해 윈도우 폰 8에 "Wallet hub"를 제공하며, 단일 애플리케이션 내에 여러 NFC 결제 서비스를 통합할 수 있다.
2014년에 애플에서 아이폰 6를 출시하여 NFC를 지원하게 되었으며, 2019년 9월부터 IOS 13에서는 NFC 태그를 읽을 뿐만 아니라 NFC 앱을 사용하여 태그를 라벨링할 수 있도록 허용한다.

## 배포
2011년 4월 현재 수백 건의 NFC 시범 운영이 진행되었다. 일부 기업은 한두 개국을 아우르는 전면적인 서비스 배포로 전환했다. 다국적 배포에는 오렌지가 여러 유럽 국가의 은행, 소매업체, 운송 및 서비스 제공업체에 NFC 기술을 출시한 것이 포함된다. 그리고 에어텔 아프리카와 오베르튀르 테크놀로지스가 아프리카 전역 15개국에 배포한 것이 있다.
- 차이나 텔레콤(중국 3위 이동통신사)은 2013년 11월 NFC를 출시했다. 회사는 여러 은행과 계약을 맺어 SIM 카드에서 결제 앱을 사용할 수 있도록 했다. 차이나 텔레콤은 이 지갑이 쿠폰, 멤버십 카드, 주유 카드 및 탑승권을 지원할 것이라고 밝혔다. 회사는 2014년까지 NFC 폰 모델 40종과 NFC SIM 3천만 개를 출시할 목표를 세웠다.
- Verizon Wireless, AT&T, T-Mobile의 합작 투자사인 Softcard(구 Isis Mobile Wallet)는 NFC 기술을 활용한 매장 내 결제에 중점을 두었다. 일부 지역에서 시범 운영을 한 후 미국 전역에 출시되었다.
- 보다폰은 비자와의 파트너십으로 NFC 기반 보다폰 스마트패스 모바일 결제 서비스를 스페인에서 출시했다. 이를 통해 NFC 지원 SIM 카드가 있는 모바일 장치를 가진 소비자는 모든 POS에서 SmartPass 신용 잔액을 통해 비접촉 결제를 할 수 있다.
- OTI는 비접촉식 마이크로프로세서 기반 스마트 카드 기술을 설계하고 개발하는 이스라엘 회사로, 미국 내 채널 파트너 중 한 곳에 NFC 리더기를 공급하는 계약을 체결했다. 이 파트너는 3년 동안 1천만 달러 상당의 OTI NFC 리더기를 구매해야 했다.
- 로저스 커뮤니케이션스는 2014년 4월 캐나다에서 사용자가 휴대폰으로 결제할 수 있도록 가상 지갑 Suretap을 출시했다. Suretap 사용자는 전국 소매점에서 기프트 카드와 선불 마스터카드를 충전할 수 있다.[100]
- 스리랑카의 첫 번째 인력 스마트 카드는 NFC를 사용한다.
- 2013년 12월 13일 현재 팀홀튼 TimmyME 블랙베리 10 애플리케이션을 통해 사용자는 선불 팀 카드를 앱에 연결하여 NFC 지원 장치를 표준 비접촉 단말기에 태그하여 결제할 수 있었다.[101]
- 구글 월렛을 통해 소비자는 신용 카드 및 상점 로열티 카드 정보를 가상 지갑에 저장한 다음, 마스터카드 페이패스 거래를 허용하는 단말기에서 NFC 지원 장치를 사용할 수 있다.[102]
- 독일,[103] 오스트리아,[104] 핀란드,[105] 뉴질랜드,[106] 이탈리아,[107] 이란,[108] 터키[109] 및 그리스[110]는 대중교통용 NFC 티켓팅 시스템을 시범 운영했다. 리투아니아의 수도 빌뉴스는 2013년 7월 1일 대중교통용 종이 티켓을 ISO/IEC 14443 Type A 카드로 완전히 대체했다.[111]
- 호주의 뱅크메쿠(Bankmecu)와 카드 발급사 커스컬(Cuscal)은 NFC 스티커 기반 결제 시범 운영을 완료하여 소비자들이 휴대폰에 부착된 스마트 스티커를 사용하여 비자 페이웨이브 단말기에서 비접촉 결제를 할 수 있도록 했다.
- 인도는 매표소에서 발권 목적으로 NFC 기반 거래를 구현하고 있었다.[112]
- 케냐의 구글과 에쿼티 은행의 파트너십으로 수도 나이로비에서 대중교통에 NFC 결제 시스템이 도입되었으며, 이는 베바페이라는 브랜드로 운영된다.
- 2019년 1월부터 안드로이드 NFC 지원 휴대폰을 이용한 오스트레일리아 빅토리아주 대중교통 요금 결제 시범 운영이 시작되었다.[113]

## 같이 보기
- RFID
- 비콘
- 와이파이
- 근거리 통신망